# Pipilo
Pipilo és un dels gèneres d'ocells, de la família dels passerèl·lids (Passerellidae).

## Taxonomia
Segons la classificació del Congrés Ornitològic Internacional (versió 11.1, 2021), aquest gènere conté 5 espècies:
- Toquí de collar (Pipilo ocai Lawrence, 1865)
- Toquí cuaverd (Pipilo chlorurus Audubon, 1839)
- Toquí maculat (Pipilo maculatus Swainson, 1827)
- Toquí emmantellat (Pipilo erythrophthalmus Linnaeus, 1758)
- Toquí de les Bermudes (Pipilo naufragus Olson & Wingate, 2012)